# Folleville (Somme)
Folleville is een gemeente in het Franse departement Somme (regio Hauts-de-France) en telt 107 inwoners (2004). De plaats maakt deel uit van het arrondissement Montdidier.

## Geografie
De oppervlakte van Folleville bedraagt 6,3 km², de bevolkingsdichtheid is 17,0 inwoners per km².
De onderstaande kaart toont de ligging van Folleville (Somme) met de belangrijkste infrastructuur en aangrenzende gemeenten.

## Demografie
Onderstaande figuur toont het verloop van het inwonertal (bron: INSEE-tellingen).

## Bestuur
Sinds de verkiezingen van maart 2001 is M. Pierre Michelin de burgemeester van deze gemeente.

## Bezienswaardigheden
- Het kasteel van Folleville uit de 15de eeuw.